# Tom Wicker
Tom Wicker (Hamlet, 18 de junio de 1926-Rochester, 25 de noviembre de 2011) fue un periodista estadounidense famoso por cubrir la muerte de John F. Kennedy para el periódico The New York Times.

## Biografía
Hijo de un conductor de trenes, nació el 18 de junio de 1926 en Hamlet, Carolina del Norte y cursó sus estudios en la Universidad de Carolina del Norte. En 1960 empezó a trabajar para el diario The New York Times y el 22 de noviembre de 1963 se encontraba en Dallas cubriendo la visita del presidente John F. Kennedy cuando este fue abatido. Debido a la confusión generada durante el asesinato, Wicker tuvo que tomar sus notas a mano y luego dictárselas a sus editores por teléfono. También cubrió en 1971 la rebelión de los prisioneros de la prisión de Attica, en Nueva York.
Fue muy crítico con políticos y presidentes de los Estados Unidos, como Richard Nixon, Ronald Reagan, George H. W. Bush, Gerald Ford, Jimmy Carter o Spiro Agnew. Fue autor varios libros. Falleció el 25 de noviembre de 2011 en Rochester, a los 85 años, debido a un ataque al corazón.

## Obra
- 1964, Kennedy Without Tears: The Man Beneath the Myth (Kennedy sin lágrimas: el hombre detrás del mito).
- 1968, JFK and LBJ: The Influence of Personality Upon Politics (JFK y LBJ: personalidad y política).
- 1975, A Time to Die.
- 1978, On Press.
- 1991, One of Us: Richard Nixon and the American Dream (Uno de nosotros: Richard Nixon).
- 1996, Tragic Failure: Racial Integration in America.
- 2002, Eisenhower
- 2004, George Herbert Walker Bush.
- 2006, Shooting Star: The Brief Arc of Joe McCarthy (El breve arco de Joe McCarthy)